# Chelsea Aubry
Pour les articles homonymes, voir Aubry.
Chelsea Aubry, née le 27 juin 1984 à Kitchener en Ontario, est une joueuse canadienne de basket-ball. Elle évolue au poste de pivot.

## Palmarès
- 3e du championnat des Amériques 2005, 2009, 2011
- Championne d'Australie 2013[1].